# Nat Peck
Nat Peck (* 13. Januar 1925 in New York City; † 24. Oktober 2015) war ein US-amerikanisch-britischer Jazzposaunist.

## Leben und Wirken
Nat Peck spielte zu Beginn seiner Karriere in den Swing-Bands von Glenn Miller (1943–45) und Don Redman (1947). Dann wanderte er nach Frankreich aus, wo er von 1947 bis 1951 lebte. Er studierte am Pariser Konservatorium (1949–51), ging 1949 mit Coleman Hawkins auf Europatournee und spielte u. a. mit James Moody (1949–50), Roy Eldridge, Don Byas, Kenny Clarke (1950) und Bobby Jaspar/Roger Guerin (1954) sowie Zoot Sims/Henri Renaud und Martial Solal. In den 1950er Jahren trat Peck auch in Fernseh-Shows in New York und Paris auf. 1953 wirkte er an Aufnahmen mit Dizzy Gillespies Band mit.
In den 1960er Jahren kehrte Peck erneut nach Frankreich zurück und arbeitete dort u. a. mit Michel Legrand, André Hodeir und Duke Ellington. Zeitweise ließ er sich auch in England und Deutschland nieder, wo er als Studiomusiker beim Sender Freies Berlin arbeitete; außerdem spielte er in dieser Zeit mit Quincy Jones und von 1963 bis 1969 in der Kenny Clarke/Francy Boland Big Band. 1954 wirkte er an einem NDR-Workshop unter der Leitung von Hans Koller mit. 1965 zog er nach London, wo er vorwiegend als Studiomusiker für Film und Fernsehen arbeitete. 1970/72 spielte er in der Band von Benny Goodman, 1979 mit Peter Herbolzheimers Orchester. In den 1990er Jahren zog sich Peck weitgehend von der aktiven Musikszene zurück, blieb aber der Musikindustrie als Agent und Promoter verbunden.